# Lumea e a mea (film din 2015)
Lumea e a mea este un film românesc din 2015 regizat de Nicolae Constantin Tănase. Rolurile principale au fost interpretate de actorii Ana Maria Guran, Ana Vatamanu, Oana Rusu, Iulia Ciochină.

## Distribuție
Distribuția filmului este alcătuită din:
- Florin Hrițcu
- Iulia Ciochină
- Oana Rusu
- Ana-Maria Guran — Larisa
- Ana Vatamanu